# 8e étape du Tour de France 2006
La 8e étape du Tour de France 2006 s'est déroulée le 9 juillet reliant Saint-Méen-le-Grand à Lorient sur une distance de 181,0 km.

## Récit
Cette étape a été remportée par le Français Sylvain Calzati.
Parti avec un groupe de six coureurs (David Zabriskie, Matthias Kessler, Patrice Halgand, Mario Aerts et Kjell Carlström), Sylvain Calzati a attaqué à environ 30 km de l'arrivée pour finir l'étape seul en tête. Très fort dans le final, il tient tête à ses poursuivants (Patrice Halgand et Kjell Carlström, seuls rescapés du groupe après l'attaque de Calzati), pourtant unis dans leur effort. De même, Sylvain Calzati s'est montré très impressionnant en parvenant à conserver 2 minutes et 15 secondes sur le peloton, qui ne put lui reprendre que quelques secondes dans ces 30 derniers kilomètres.

## Classement de l'étape
| \| 1. \| Sylvain Calzati \| France \| en \| 4 h 13 min 18 s \| \| 2. \| Kjell Carlström \| Finlande \| + \| 2 min 05 s \| \| 3. \| Patrice Halgand \| France \| \| m.t. \| \| 4. \| Robbie McEwen \| Australie \| \| 2 min 15 s \| \| 5. \| Daniele Bennati \| Italie \| \| m.t. \| \| 6. \| Erik Zabel \| Allemagne \| \| m.t. \| \| 7. \| Bernhard Eisel \| Autriche \| \| m.t. \| \| 8. \| Luca Paolini \| Italie \| \| m.t. \| \| 9. \| Tom Boonen \| Belgique \| \| m.t. \| \| 10. \| David Kopp \| Allemagne \| \| m.t. \| |                 |           |    |                 |
| 1. | Sylvain Calzati | France    | en | 4 h 13 min 18 s |
| 2. | Kjell Carlström | Finlande  | +  | 2 min 05 s      |
| 3. | Patrice Halgand | France    |    | m.t.            |
| 4. | Robbie McEwen   | Australie |    | 2 min 15 s      |
| 5. | Daniele Bennati | Italie    |    | m.t.            |
| 6. | Erik Zabel      | Allemagne |    | m.t.            |
| 7. | Bernhard Eisel  | Autriche  |    | m.t.            |
| 8. | Luca Paolini    | Italie    |    | m.t.            |
| 9. | Tom Boonen      | Belgique  |    | m.t.            |
| 10. | David Kopp      | Allemagne |    | m.t.            |

- prix de la combativité : Sylvain Calzati  France

## Classement général
| \| 1. \| Serhiy Honchar \| Ukraine \| \| 34 h 38 min 53 s \| \| 2. \| Floyd Landis \| États-Unis \| + \| 1 min 00 s \| \| 3. \| Michael Rogers \| Australie \| \| 1 min 08 s \| \| 4. \| Patrik Sinkewitz \| Allemagne \| \| 1 min 45 s \| \| 5. \| Markus Fothen \| Allemagne \| \| 1 min 50 s \| \| 6. \| Andreas Klöden \| Allemagne \| \| m.t. \| \| 7. \| Vladimir Karpets \| Russie \| \| 1 min 52 s \| \| 8. \| Cadel Evans \| Australie \| \| m.t. \| \| DSQ \| David Zabriskie[n 1] \| États-Unis \| \| 1 min 53 s \| \| 10. \| Denis Menchov \| Russie \| \| 2 min 00 s \| |                  |            |   |                  |
| 1. | Serhiy Honchar   | Ukraine    |   | 34 h 38 min 53 s |
| 2. | Floyd Landis     | États-Unis | + | 1 min 00 s       |
| 3. | Michael Rogers   | Australie  |   | 1 min 08 s       |
| 4. | Patrik Sinkewitz | Allemagne  |   | 1 min 45 s       |
| 5. | Markus Fothen    | Allemagne  |   | 1 min 50 s       |
| 6. | Andreas Klöden   | Allemagne  |   | m.t.             |
| 7. | Vladimir Karpets | Russie     |   | 1 min 52 s       |
| 8. | Cadel Evans      | Australie  |   | m.t.             |
| DSQ | David Zabriskie  | États-Unis |   | 1 min 53 s       |
| 10. | Denis Menchov    | Russie     |   | 2 min 00 s       |

## Classements annexes
| Classement     | Coureur                 | Total             |
| -------------- | ----------------------- | ----------------- |
| points         | Robbie McEwen Australie | 181 pts           |
| montagne       | Jérôme Pineau France    | 28 pts            |
| équipe         | T-Mobile Allemagne      | 103 h 59 min 39 s |
| meilleur jeune | Markus Fothen Allemagne | 34 h 40 min 43 s  |

## Sprint intermédiaires
1. Sprint intermédiaire de Plessala (38 km)
| Premier   | Samuel Dumoulin France             | 6 pts et 6 s |
| Second    | José Vicente García Acosta Espagne | 4 pts et 4 s |
| Troisième | Jens Voigt Allemagne               | 2 pts et 2 s |

2. Sprint intermédiaire de Locmalo (112,5 km)
| Premier   | David Zabriskie États-Unis | 6 pts et 6 s |
| Second    | Sylvain Calzati France     | 4 pts et 4 s |
| Troisième | Mario Aerts Belgique       | 2 pts et 2 s |

3. Sprint intermédiaire de Plouay (142 km)
| Premier   | Mario Aerts Belgique       | 6 pts et 6 s |
| Second    | David Zabriskie États-Unis | 4 pts et 4 s |
| Troisième | Kjell Carlström Finlande   | 2 pts et 2 s |

## Classement du maillot à pois de la montagne
Côte de Mûr-de-Bretagne, Catégorie 3 (75 km)
| Premier   | Sylvain Calzati France     | 4 pts |
| Second    | Mario Aerts Belgique       | 3 pts |
| Troisième | Matthias Kessler Allemagne | 2 pts |
| Quatrième | Patrice Halgand France     | 1 pts |

Côte de Saint-Mayeux, Catégorie 4 (78,5 km)
| Premier   | Sylvain Calzati France     | 3 pts |
| Second    | Kjell Carlström Finlande   | 2 pts |
| Troisième | David Zabriskie États-Unis | 1 pts |

Côte de Gouarec, Catégorie 4 (94 km)
| Premier   | Sylvain Calzati France     | 3 pts |
| Second    | David Zabriskie États-Unis | 2 pts |
| Troisième | Mario Aerts Belgique       | 1 pts |

Côte de Ty Marrec, Catégorie 4 (138,5 km)
| Premier   | Sylvain Calzati France | 3 pts |
| Second    | Patrice Halgand France | 2 pts |
| Troisième | Mario Aerts Belgique   | 1 pts |